# Íñigo de Ávila
Íñigo, también llamado Eneco y Jimeno, fue un religioso castellano, obispo de Ávila entre los años 1133 y 1158.
Hermano de su predecesor en la sede abulense, Sancho, durante el episcopado de este ocupó puesto de acerdiano de la catedral. A la muerte de su hermano, fue elegido obispo de la misma sede por el clero de forma unánime y contó, también, con la aprobación del rey Alfonso VII, que había enviado previamente una carta de recomendación en favor de Íñigo al metropolitano Diego Gelmírez, arzobispo de Santiago de Compostela. Fue consagrado el 25 de julio de 1133, jurando obediencia a Gelmírez.
Durante los veinticinco año que ocupó la sede obispal, la corona de Castilla donó al obispado y al capítulo de Ávila la sierra de Linares, e Íñigo confirmó igualmente otro privilegio otorgado por el rey Alfonso a la catedral de Segovia, dependiente de él. Está enterrado en la catedral de Ávila, en el altar de san Gregorio, cerca de la puerta del antiguo palacio episcopal.